# ماساكو إكيدا

ماساكو إكيدا (池田 昌子 إكيدا ماساكو) هي ممثلة أصوات يابانية ولدت في 1 يناير، 1939 في طوكيو.

## أدوارها في الأنمي

### مسلسلات أنمي تلفزيونية
- إيس أو نيراي - ريكا ريوزاكي
- غينغا تيتسدو سري ناين - مايتيل
- رانما ½ - نودوكا ساوتومي
- حروب الساكورا - واكانا شنغوجي
- كاشي نو كي موكو - الجنية الزرقاء
- كيدو شنسي جاندام - كاماريا راي
- كاتاناغاتاري - الرواية

### أوفا أنمي
- سلسلة أوفا رانما - نودوكا ساوتومي

### أفلام أنمي
- هارماغيدون - ميتشيكو
- إكس - تورو شيرو

## أدوارها في ألعاب الفيديو
- ديسيديا: فاينال فانتاسي - غيمة الظلام
- مملكة القلوب ولادة أثناء النوم - جدة كايري
- كريسيس كور -فاينال فانتاسي السابع - غيليان هولي

## روابط خارجية
- ماساكو إكيدا على موقع IMDb (الإنجليزية)
- ماساكو إكيدا على موقع ميوزك برينز (الإنجليزية)
- ماساكو إكيدا على موقع قاعدة بيانات الفيلم (الإنجليزية)
- ماساكو إكيدا على موقع ANN person (الإنجليزية)